# برانیسلاو پوکرایاتس
برانیسلاو پوکرایاتس (سیریلیک صربی: Бранислав Покрајац؛ ۲۷ ژانویهٔ ۱۹۴۷ – ۵ آوریل ۲۰۱۸) بازیکن هندبال اهل یوگسلاوی بود.